# Ruta Estatal de California 211
La Ruta Estatal de California 211, abreviada SR 211 (en inglés: California State Route 211) es una carretera estatal estadounidense ubicada en el estado de California. La carretera inicia en el Sur desde la Ocean Avenue en Ferndale en sentido Norte hasta finalizar en la US 101     en Fernbridge. La carretera tiene una longitud de 8,7 km (5.395 mi).

## Mantenimiento
Al igual que las autopistas interestatales, y las rutas federales y el resto de carreteras estatales, la Ruta Estatal de California 211 es administrada y mantenida por el Departamento de Transporte de California por sus siglas en inglés Caltrans.